# 13032 Tarn
13032 Tarn (tên chỉ định: 1989 TU3) là một tiểu hành tinh vành đai chính. Nó được phát hiện bởi Eric Walter Elst ở Đài thiên văn La Silla ở Chile ngày 7 tháng 10 năm 1989. Nó được đặt theo tên Tarn, a river of southern France.